# Ōkii ichinensei to chiisana ninensei
Ōkii ichinensei to chiisana ninensei (大きい一年生と小さな二年生? lett. "Il grande del primo anno e la piccola di secondo anno") è un film d'animazione giapponese prodotto dallo studio A-1 Pictures per il progetto Anime Mirai 2014. Diretto da Ayumu Watanabe, l'anime si inserisce nelle lista di titoli appositamente animati grazie ai fondi dell'Agenzia per gli Affari Culturali del governo giapponese e che prevedono di essere impiegati per l'allenamento di giovani animatori.

## Trama
Masaya è sempre stato molto legato all'amica Akio; i due vanno alla stessa scuola e si frequentano molto nonostante vi sia un anno di differenza tra loro. È proprio Akio, piccola di statura, sebbene più grande di Masaya, a fare coraggio all'amico quando la mattina per andare a scuola devono attraversare un bosco ombroso.
Un giorno una ragazza regala ad Akio, Masaya e alla loro amica Mariko alcune campanule. Tornando a casa, alcuni prepotenti in bici gettano a terra i tre bambini e i fiori si rovinano. Vedendo il grande dispiacere di Akio, Masaya decide di andare a coglierne altri per l'amica. Il giorno dopo esce di casa presto e si dirige al lontano cedro solitario fuoricittà che aveva visto con suo padre tempo prima e che sapeva essere vicino ad una grande distesa di campanule spontanee.
Preoccupata dalla scomparsa di Masaya, sua madre inizia a cercarlo febbrilmente assieme ad Akio e Mariko. Intuendo le intenzioni dell'amico, Akio riesce a raggiungerlo. Insieme i due trovano il campo di campanule e, dopo averne colte alcune, ritornano dalla madre di Masaya.

## Personaggi
Akio  (あきよ?)
Doppiata da Akiko Yajima
 Masaya ( まさや?)
Doppiato da Mutsumi Tamura
 Mariko (まりこ?)
Doppiata da Misaki Kuno